# Vuelta a Aragua 2009
La 14.ª edición de la Vuelta a Aragua se disputó desde el 8 de julio hasta el 12 de julio, entre las localidades de El Limón y Maracay, con un recorrido total aproximado de 600 km repartidos en 5 etapas.
Esta edición sirvió como homenaje a Manuel Guevara ciclista aragüeño que ha ganado en par de ocasiones el giro a las tierras de Aragua.

## Recorrido
La Vuelta a Aragua vuelta paso por etapas muy vistosas donde llevó el ciclismo a sitios remotos del estado.
Como de costumbre inicio y culminó en Maracay, recorriendo las carreteras del estados a través de las siguientes poblaciones :
- La Victoria
- El Limón
- Ocumare de la Costa
- Las Tejerías
- Barbacoas
- Villa de Cura

## Etapas
| Etapa | Fecha       | Recorrido                        | Km    | Ganador          | Líder            |
| 1.ª   | 8 de julio  | Maracay-El Limón                 | 96.2  | Frederick Segura | Frederick Segura |
| 2.ª   | 9 de julio  | Villa de Cura-La Victoria        | 140   | John Navas       | John Navas       |
| 3.ª   | 10 de julio | La Victoria- Ocumare de la Costa | 135   | Jose Chacon      | John Navas       |
| 4.ª   | 11 de julio | Las Tejerías -Maracay            | 101   | John Navas       | John Navas       |
| 5.ª   | 12 de julio | Maracay-Maracay                  | 100   | Frederick Segura | John Navas       |
|       |             | Total                            | 572.2 |                  |                  |

## Clasificaciones finales

### Clasificación general - Maillot amarillo
| Posición | Corredor         | Equipo                  | Tiempo   |
| -------- | ---------------- | ----------------------- | -------- |
|          | Jhon Navas       | Gobernación de Carabobo | 12,17,31 |
| 2        | Freddy Vargas    | Lotería del Táchira     | 12,18,07 |
| 3        | Andris Hernández | Gobernación de Carabobo | ???      |

### Clasificación por puntos - Maillot verde
| Posición | Corredor         | Equipo                  | Puntos |
| -------- | ---------------- | ----------------------- | ------ |
|          | Jhon Navas       | Gobernación de Carabobo | 58     |
| 2        | Frederick Segura | Lotería del Táchira     | 50     |
| 3        | Miguel Chacón    | Lotería del Táchira     | 43     |

### Clasificación de los jóvenes - Maillot Blanco
| Posición | Corredor      | Equipo                  | Tiempo |
| -------- | ------------- | ----------------------- | ------ |
|          | Yoswang Rojas | Gobernación de Carabobo | ???    |

### Clasificación de los Aragueños - Maillot Rojo
| Posición | Corredor       | Equipo                               | Tiempo |
| -------- | -------------- | ------------------------------------ | ------ |
|          | Robert Cáceres | Laboratorio de las bicicletas Aragua | ???    |

### Clasificación por equipos
| Posición | Equipo                  | Tiempo |
| -------- | ----------------------- | ------ |
|          | Gobernación de Carabobo | "      |
| 2        | Lotería del Táchira     | "      |
| 3        | Alcaldía de Valencia    | "      |

## Evolución de las clasificaciones
| Etapa (Vencedor)             | Clasificación general Maillot Amarillo | Clasificación de Aragueños Maillot Rojo | Clasificación por puntos Maillot Verde | Clasificación de los jóvenes Maillot Blanco | Clasificación por equipos |
| ---------------------------- | -------------------------------------- | --------------------------------------- | -------------------------------------- | ------------------------------------------- | ------------------------- |
| 1.ª etapa (Frederick Segura) | Frederick Segura                       | Robert Cáceres                          | Frederick Segura                       | Yoswang Rojas                               | Gobernación de Carabobo   |
| 2.ª etapa (John Navas)       | John Navas                             | Robert Cáceres                          | John Navas                             | Yoswang Rojas                               | Gobernación de Carabobo   |
| 3.ª etapa (Jose Chacon)      | John Navas                             | Robert Cáceres                          | John Navas                             | Yoswang Rojas                               | Gobernación de Carabobo   |
| 4.ª etapa (John Navas)       | John Navas                             | Robert Cáceres                          | John Navas                             | Yoswang Rojas                               | Gobernación de Carabobo   |
| 5.ª etapa (Frederick Segura) | John Navas                             | Robert Cáceres                          | John Navas                             | Yoswang Rojas                               | Gobernación de Carabobo   |
| Final                        | John Navas                             | Robert Cáceres                          | John Navas                             | Yoswang Rojas                               | Gobernación de Carabobo   |